# 卡斯提爾的康斯坦莎
卡斯提爾的康斯坦莎（西班牙語：Constanza de Castilla，約1136年—1160年10月4日），法蘭西王后，卡斯提爾國王阿方索七世的女兒。

## 家庭
1154年，康斯坦莎與法國國王路易七世結婚，兩人共有兩個女兒：
1. 瑪格麗特（英语：Margaret of France, Queen of England and Hungary）（1158年—1197年），匈牙利王后
2. 愛黛兒（英语：Alys of France, Countess of Vexin）（1160年—約1220年），韋克桑女伯爵